# Tôn giáo La Mã cổ đại

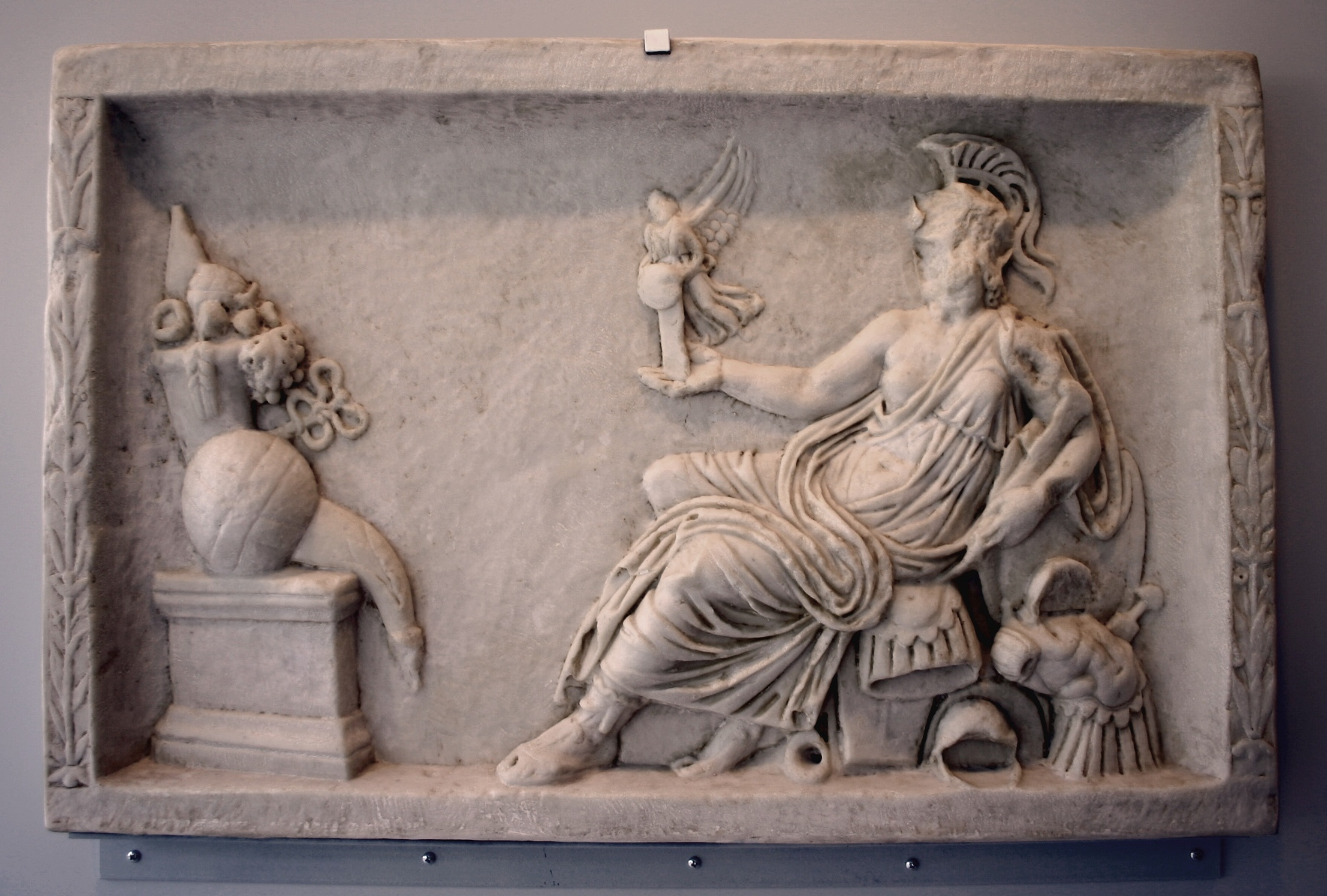
Dea Roma đang nắm giữ thần Chiến thắng trước một bàn thờ với một cornucopia và các lễ vật khác, bản sao của một tấm bảng lấy từ một bàn thờ hoặc nền của một bức tượng

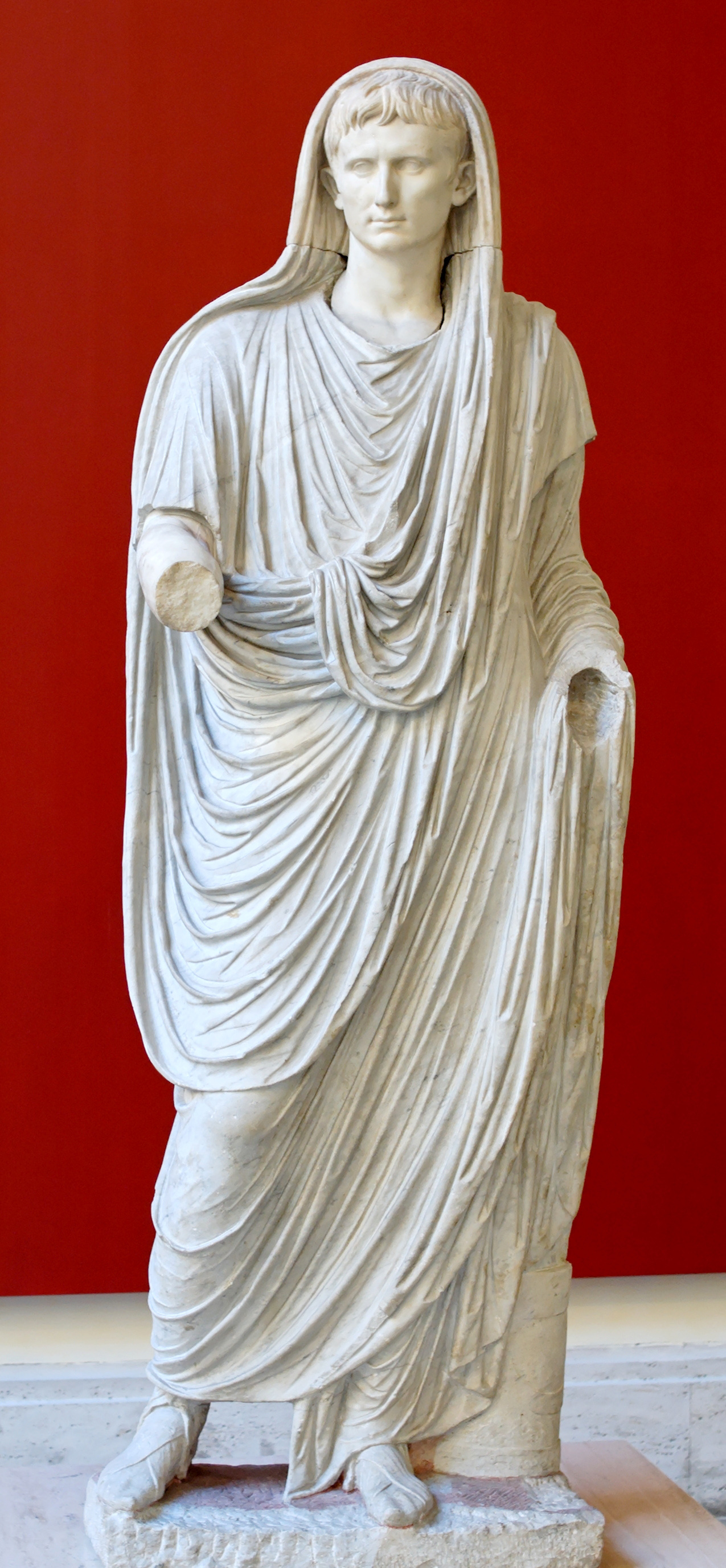
Augustus trong vai Pontifex Maximus (Qua Labicana Augustus)

Tôn giáo La Mã cổ đại bao gồm tôn giáo dân tộc tổ tiên của thành phố Rome mà người La Mã thường tự xác định là một dân tộc, cũng như các tập tục tôn giáo của các dân tộc dưới sự cai trị của La Mã, cho đến khi họ trở nên phổ biến ở Rome và Ý. Người La Mã nghĩ rằng họ có tính tôn giáo cao, và gán thành công của họ như một quyền lực thế giới cho lòng đạo đức tập thể (pietas) trong việc duy trì mối quan hệ tốt với các vị thần. Người La Mã được biết đến với số lượng lớn các vị thần mà họ tôn vinh, điều này có lẽ đã nhận được sự chế giễu của các nhà biện hộ Kitô giáo thời kỳ đầu.
Sự hiện diện của người Hy Lạp trên bán đảo Ý từ đầu thời kỳ lịch sử đã ảnh hưởng đến văn hóa La Mã, giới thiệu một số thực hành tôn giáo trở nên cơ bản như sự sùng bái Apollo. Người La Mã tìm kiếm điểm chung giữa các vị thần chính của họ và những người Hy Lạp (interpretatio graeca), đưa các thần thoại và biểu tượng của Hy Lạp vào văn học Latin và nghệ thuật La Mã, như người Etruscans đã từng làm. Tôn giáo Etruscan cũng là một ảnh hưởng lớn, đặc biệt là về việc thực hành augury. Theo các truyền thuyết, hầu hết các tổ chức tôn giáo của Rome có thể được truy tìm đến những người sáng lập, đặc biệt là Numa Pompilius, vị vua thứ hai của Sabine ở Rome, người đã đàm phán trực tiếp với các vị thần. Tôn giáo cổ xưa này là nền tảng của mos maiorum, "con đường của tổ tiên" hay đơn giản là "truyền thống", được xem là trung tâm của bản sắc La Mã. 

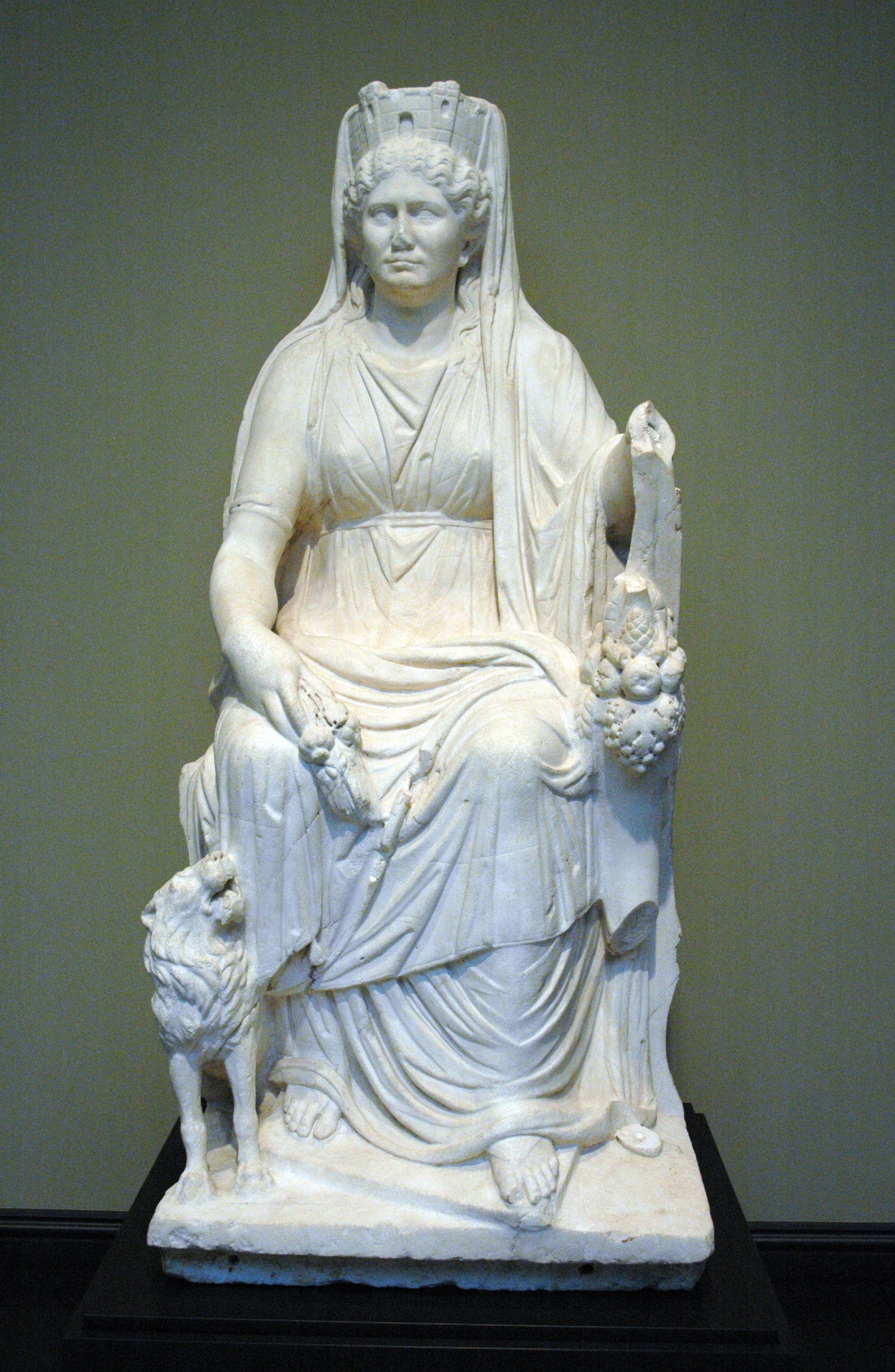
Cybele lên ngôi, với sư tử, cornucopia và vương miện Bức tranh tường. Đá cẩm thạch La Mã, khoảng 50 SCN. Bảo tàng Getty

Tôn giáo La Mã là thực tế và hợp đồng, dựa trên nguyên tắc do ut des, "Tôi cho những gì bạn có thể cho". Tôn giáo phụ thuộc vào kiến thức và thực hành đúng về cầu nguyện, nghi lễ và hy sinh, không dựa trên đức tin hay giáo điều, mặc dù văn học Latin bảo tồn suy đoán đã học về bản chất của thần linh và mối liên hệ của nó với các vấn đề của con người. Ngay cả những người hoài nghi nhất trong số giới thượng lưu trí thức của Rome như Cicero, người là một người tiên phong, đã coi tôn giáo là một nguồn của trật tự xã hội. Khi Đế chế La Mã mở rộng, những người di cư đến thủ đô đã mang theo các giáo phái địa phương của họ, nhiều trong số đó đã trở nên phổ biến đối với người Ý. Cuối cùng Kitô giáo là tôn giáo thành công nhất trong số này, và năm 380 đã trở thành quốc giáo chính thức.
Đối với người La Mã thông thường, tôn giáo là một phần của cuộc sống hàng ngày. Mỗi nhà có một ngôi đền hộ gia đình mà tại đó cầu nguyện và libations cho các vị thần trong nước của gia đình được chào bán. Các đền thờ lân cận và những nơi linh thiêng như suối và lùm cây rải rác thành phố. Lịch La Mã được cấu trúc xung quanh các quan sát tôn giáo. Phụ nữ, nô lệ và trẻ em đều tham gia vào một loạt các hoạt động tôn giáo. Một số nghi lễ công cộng có thể được thực hiện chỉ bởi phụ nữ, và phụ nữ hình thành những gì có lẽ là linh mục của Rome nhất nổi tiếng, Vestals được thành bang hỗ trợ, người chăm sóc tổ ấm thiêng liêng của Rome trong nhiều thế kỷ, cho đến khi tan rã dưới sự thống trị Kitô giáo.